# イェジ・オッソリンスキ

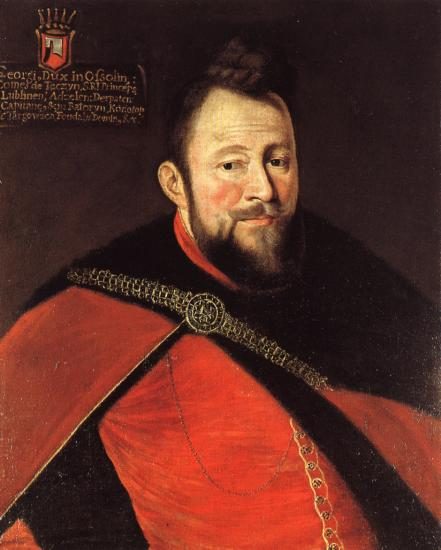
イェジ・オッソリンスキ

イェジ・オッソリンスキ（ポーランド語：Jerzy Ossoliński,1595年12月15日 - 1650年8月9日）は、ポーランド・リトアニア共和国の大貴族、政治家、外交官。1633年より王冠領財務副長官、1636年よりサンドミェシュ県知事、1639年より王冠領副大法官、1643年より王冠領大法官を務めた。またブィドゴシュチュ、ルボメル、プツク、ボリムの代官職を帯びていた。1634年に神聖ローマ帝国の公（帝国諸侯）に叙せられている。大変な教養の持ち主、やり手の政治家そして演説家として知られた。

## 生涯
サンドミェシュ県知事ヤン・ズビグニェフ・オッソリンスキの末息子として生まれた。オッソリンスキは1633年、教皇への外交使節としてローマに赴任した。彼は1635年にはプロイセン公国のブランデンブルク人たちと外交交渉を行い、1636年には皇帝フェルディナント2世の下で開かれたレーゲンスブルクの帝国議会にもポーランド使節として赴いた。1639年、1641年にもプロイセン公国の使節との交渉を担当している。
熱心なカトリック教徒だったオッソリンスキは、プロテスタントの権利や特権を制限することを主張していた。オッソリンスキはワルシャワ宮廷における親ハプスブルク派、反プロテスタント派の指導者となり、国王ヴワディスワフ4世の最初の妃で皇帝フェルディナント2世の娘のツェツィーリア・レナータ、およびリトアニア大法官アルブレフト・スタニスワフ・ラジヴィウ公と同盟関係を結んだ。
彼はアダム・カザノフスキとイェレミ・ヴィシニョヴィエツキの政敵であり、オッソリンスキは1637年のヴワディスワフ4世とツェツィーリア・レナータとの結婚を契機に彼らを追い落とした。1643年、オッソリンスキは王冠領大法官でクラクフ司教のピョトル・ゲンビツキと対立し、ゲンビツキを大法官職から退けて自らが大法官となった。彼は王権の拡大を図るヴァーサ家出身のヴワディスワフ4世を支持していたものの、後にこれが不可能と判明すると不支持に回り、王権強化に反対するようになった。彼は1640年代後半にヴワディスワフ4世が推進していた対トルコ戦争計画を支援していた数少ない貴族の一人だった。オッソリンスキは下級貴族たちの間に友人が少なく、たいてい嫌われていた。1644年になると、オッソリンスキは親ハプスブルク派から親フランス派に乗り換え、ヴワディスワフ4世のルドヴィーカ・マリア・ゴンザーガとの再婚を支持した。
彼は決して富裕なマグナートとは言えず、その資産はヨーロッパで最も裕福と言われていたラジヴィウ家やヴィシニョヴィエツキ家に比べれば、微々たるものだった。1635年、彼は一族の本拠オッソリンに城を建設し、1639年から1642年にかけて首都ワルシャワにオッソリンスキ宮殿（ブリュール宮殿）を建てた。
1648年にヴワディスワフ4世が死ぬと、オッソリンスキは次の国王自由選挙で前国王の異母弟ヤン・カジミェシュを支持し、彼の国王選出をお膳立てした。同時期にコサックが起こしたフメリニツキーの乱では、オッソリンスキはコサックとの和解を支持し、1649年のズボーリウの和約の締結に尽力した。また、彼はセイムでも議長（1631年、1635年）、演説家として活躍した。